# 光岩蕨
光岩蕨（学名：Woodsia glabella）为岩蕨科岩蕨属下的一个种。

## 扩展阅读
- 維基物種上的相關：光岩蕨